# Antonio Carluccio

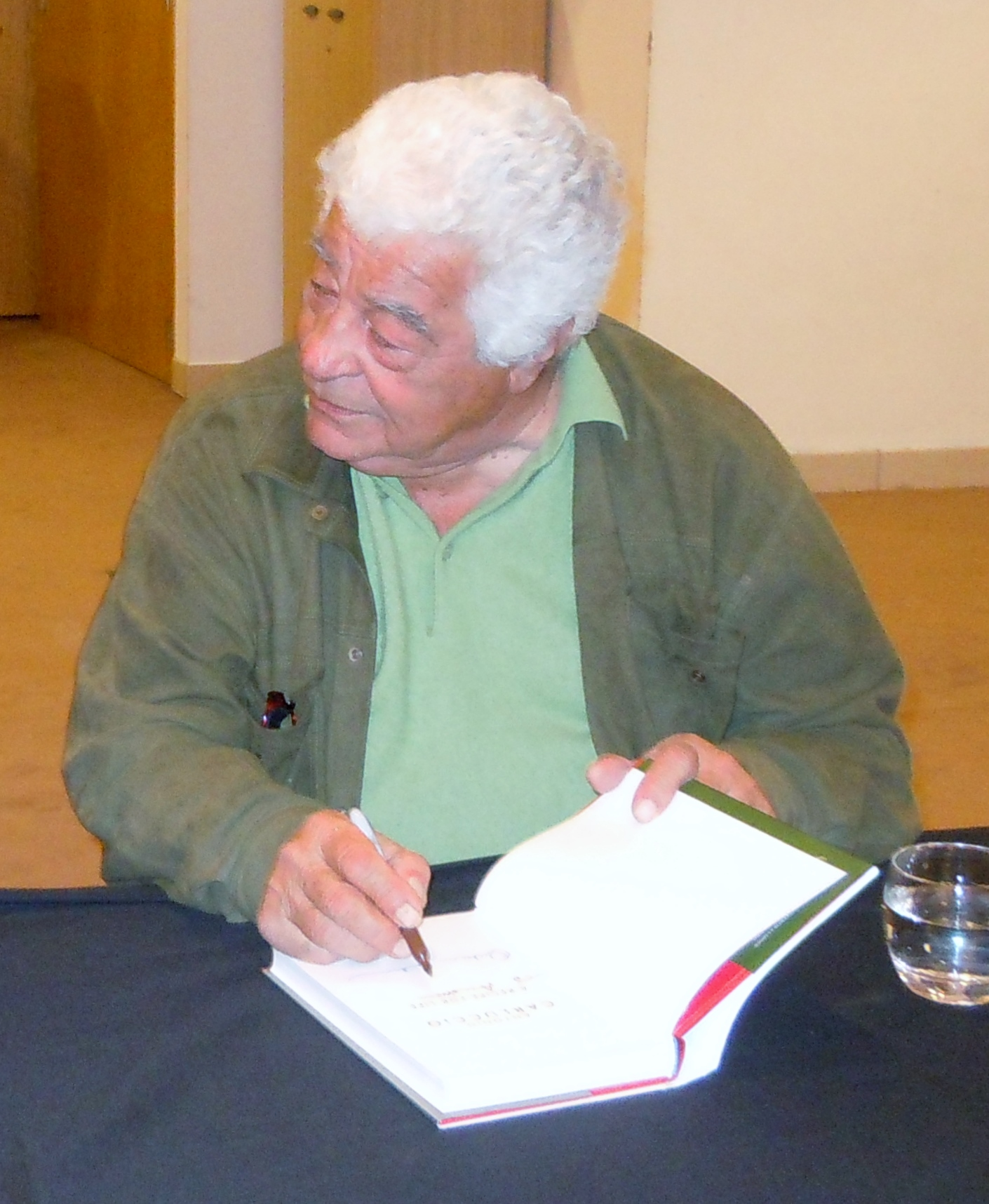
Antonio Carluccio in 2013

Antonio Carluccio (Vietri sul Mare, 19 april 1937 – Londen, 8 november 2017) was een Italiaans kok en de oprichter en eigenaar van een Britse restaurantketen.

## Levensloop
Zijn vader was stationschef, waardoor het gezin diverse malen verhuisde. Carluccio blonk niet uit op school. Hij bracht zijn militaire diensttijd door bij de marine en probeerde nog enkele opleidingen te volgen. Na een periode in Hamburg van 1962 tot 1975 ging hij in Londen wonen als wijnhandelaar.
In 1980 leerde hij Terence Conran (eigenaar van de Habitat-winkelketen en een aantal restaurants) kennen, met wiens zuster Priscilla hij later trouwde. Conran zorgde ervoor dat Carluccio het Neal Street Restaurant ging runnen. Dat restaurant in Covent Garden werd al gauw beroemd; Jamie Oliver begon er zijn carrière. In 1982 eindigde Carluccio hoog bij de Best Cook Competition  van The Sunday Times. Vanaf die dag verscheen hij regelmatig in televisieprogramma's. In 1984 kwam zijn eerste kookboek An Invitation to Italian Cooking uit.
In 1991 opende hij in Londen zijn eerste Italiaanse levensmiddelenwinkel, die uitgroeide tot het restaurantconcern Carluccio's met 80 vestigingen in het Verenigd Koninkrijk en Ierland. Sinds 2010 is Carluccio's eigendom van de Landmark Group in Dubai, maar Antonio Carluccio bleef als adviseur aan het bedrijf verbonden.   
Hij trad op als tv-kok in BBC-programma's, eerst in het Food and Drink Programme, daarna in zijn eigen show Antonio Carluccio's Italian Feasts (1996) en met zijn collega Gennaro Contaldo in Two Greedy Italians (2011-2012). 
Op 8 november 2017 maakte Carluccio's manager bekend dat de Italiaanse chef op 80-jarige leeftijd was overleden door complicaties na een val in zijn huis.